# Volo Aer Lingus 712
Il volo Aer Lingus 712 si schiantò durante il viaggio da Cork a Londra il 24 marzo 1968 uccidendo tutti i 61 passeggeri e l'equipaggio. L'aereo, un Vickers Viscount 803 detto St. Phelim, si schiantò in mare al largo di Tuskar Rock, nella contea di Wexford. Sebbene le indagini sull'incidente siano durate due anni, non è mai stata determinata una causa precisa. Le cause proposte in diversi rapporti investigativi includono un possibile impatto con uccelli, un missile o un drone bersaglio, o cedimenti meccanici e strutturali.
Aer Lingus utilizza ancora questo numero mentre effettua un volo giornaliero da Cork a Londra Heathrow, contrariamente alla convenzione delle compagnie aeree di ritirare un numero di volo a seguito di un incidente con vittime. La rotta è operata con un aeromobile della famiglia Airbus A320.

## L'incidente
Il volo partì dall'aeroporto di Cork alle 10:32 per Londra. Il volo proseguì normalmente fino a quando non è stato udito un richiamo con il probabile contenuto "dodicimila piedi in discesa roteando rapidamente". Non ci sono state ulteriori comunicazioni con l'aereo e l'ATC di Londra informò quello di Shannon di non aver ricevuto alcun contatto radio con EI-AOM. Il controllore di Londra richiese al volo Aer Lingus EI 362 (volo Dublino-Bristol) di cercare ad ovest di Strumble. Questa ricerca a 500 piedi (150 m) in condizioni di buona visibilità non portò a nulla. Alle 11:25 fu dichiarato un allarme completo. Alle 12:36 venne segnalato un relitto avvistato alla posizione 51°57'N, 06°10'W. La ricerca dell'aereo non rilevò nulla e il rapporto è stato annullato. Aerei e navi ripresero le ricerche il giorno successivo e "il relitto è stato avvistato ed i corpi recuperati" a 6 miglia nautiche (11 km) a nord-est di Tuskar Rock con altri relitti sparsi "per ulteriori 6 miglia nautiche a nord-ovest".
Sono stati recuperati 13 corpi nei giorni successivi. Un altro corpo è stato recuperato in seguito. Il relitto principale venne localizzato sul fondo del mare trascinando a strascico 1,72 miglia nautiche (3,19 km) da Tuskar Rock a 39 braccia.

## L'aereo
L'aereo era un Vickers Viscount 803 dotato del codice di registrazione EI-AOM in servizio dal 1957 con un totale di 18.806 ore di volo.
Aer Lingus si servì di circa 20 Viscount negli anni '50 e '60, di cui altri due coinvolti in incidenti gravi. L'anno prima dell'incidente di Tuskar Rock, nel giugno 1967, un Viscount 803 che effettuava un volo di addestramento si schiantò (a causa di uno stallo aerodinamico) con la perdita dei 3 membri dell'equipaggio. Sempre nel 1967, a settembre, un Viscount 808 rimase danneggiato irreparabilmente durante un atterraggio di fortuna (a causa di un errore del pilota nella nebbia) che tuttavia non provocò gravi vittime.

## L'equipaggio
L'equipaggio del volo 712 comprendeva il capitano Bernard O'Beirne, 35 anni, che si era unito ad Aer Lingus dopo tre anni nei Corpi Aerei. All'attivo aveva 6.683 ore, 1.679 delle quali sui Viscount. Era stato promosso per comandare il Vickers Viscount ed aveva superato una visita medica nel gennaio 1968. Il primo ufficiale era Paul Heffernan, 22 anni, addestratosi con Airwork Services Training a Perth ed è entrato a far parte di Aer Lingus nel 1966. Quell'anno ricevette la Licenza Commerciale per Piloti Irlandesi e abilitato al volo strumentale sul Viscount. Aveva volato per 1.139 ore, di cui 900 sui Viscount. Le due hostess a bordo erano Ann Kelly e Mary Coughlan.

## Vittime
A bordo del volo 712 erano presenti 29 passeggeri di nazionalità irlandese, seguiti da 9 svizzeri, 6 belgi, 5 inglesi, 2 svedesi e due statunitensi, per un totale di 61 occupanti se sommati ai 2 piloti ed ai due assistenti di volo. Nessuno sopravvisse al disastro. Solo 14 corpi sono stati recuperati dal Canale di San Giorgio.

## L'indagine
Nel 1970 è stato prodotto un rapporto sull'indagine, mentre tra il 1998 e il 2000 venne intrapresa una revisione. Nel 2000 è stato commissionato uno studio indipendente sul disastro.

## La causa
Dei numerosi rapporti emessi sulle potenziali cause dell'incidente, ne sono state proposte diverse, ad esempio un impatto con volatili, corrosione o cedimenti strutturali simili, o collisioni con un drone o un bersaglio missilistico. Queste ultime cause erano basate sulla vicinanza di Aberporth nel Galles dell'ovest, all'epoca la stazione di test missilistici più avanzata in Gran Bretagna.
Negli anni successivi allo schianto, diverse testimonianze si fecero avanti a sostegno della teoria dei missili, tra cui un membro dell'equipaggio della nave britannica HMS Penelope che dichiarò che parte del relitto recuperato era stato trasferito nel Regno Unito.
Tuttavia, nel 2002 un processo di revisione condotto dall'AAIU (Unità investigativa sugli incidenti aerei) ha rivelato che nel 1968 mancavano i documenti di Aer Lingus relativi a un'ispezione di manutenzione ordinaria effettuata sull'aeromobile nel dicembre 1967. Inoltre, gli investigatori svolsero un'indagine approfondita dopo l'incidente, in merito al piano operativo di manutenzione utilizzato per EI-AOM e ai difetti sull'aeromobile riscontrati durante l'analisi dei registri di manutenzione. Questa ricerca non è stata citata nel rapporto del 1970. Il governo irlandese istituì una nuova commissione d'indagine scoprendo che l'incidente era probabilmente la conseguenza di una catena di eventi a partire da un guasto al piano di coda sinistro causato da affaticamento del metallo, corrosione, sbattimento o un bird strike, la cui causa più probabile è un guasto da fatica indotto da vibrazioni del meccanismo di azionamento del correttore di assetto dell'equilibratore.
Nel marzo 2007, il leader di squadriglia della RAF in pensione Eric Evers affermò, senza supporto, che l'incidente era stato causato da una collisione a mezz'aria tra il Vickers Viscount dell'Aer Lingus e un aereo militare di costruzione francese che si stava addestrando con l'Irish Air Corps. Evers disse di avere le prove che un addestratore di Fouga Magister si era scontrato accidentalmente con il volo 172 mentre stava controllando lo stato del carrello del Viscount, che secondo lui non era riuscito a bloccarsi correttamente in posizione. Secondo Evers, i due piloti del Magister sono sopravvissuti espellendosi e paracadutandosi in salvo; tuttavia i Magister non sono dotati di sedili eiettabili. Le affermazioni di Evers, tra cui la collusione delle autorità francesi e irlandesi in un insabbiamento, sono stati fortemente confutati da altri commentatori. Ad esempio, Mike Reynolds, aviatore e autore di Tragedy at Tuskar Rock, contestò le affermazioni di Evers e sostenne i risultati dell'indagine franco-australiana del 2002, che escludeva un impatto con un altro aereo o un missile. Questo studio, su cui Reynolds aveva lavorato come assistente, concluse che la causa potrebbe essere il risultato di un cedimento strutturale dell'aereo, la corrosione, affaticamento del metallo, uno sbattimento o l'impatto coi volatili. Allo stesso modo, il portavoce descrisse le affermazioni di Evers come "spurie", osservando che non c'erano prove che un aereo dell'Irish Air Corps fosse presente nelle vicinanze in quel momento, e che i Magister non erano effettivamente entrati in servizio nell'Irish Air Corps fino al 1976.

## Eredità
Nell'agosto 2006 è stato aperto un parco commemorativo nel centro del villaggio di Rosslare Harbour. È stato organizzato e finanziato dal locale Rosslare Harbour/Kilrane Environment Group, che aveva speso 90.000 euro, di cui due importi di 25.000 euro provenienti rispettivamente dal The Wexford Organization for Rural Development (WORD) e il Consiglio della Contea di Wexford in associazione con il locale Environment Group che aveva raccolto l'importo necessario. Il parco presenta un centrotavola in pietra scolpito da Niall Deacon di Enniscorthy posto in mezzo all'acqua con tre pannelli che indicano gli oblò del Viscount in discesa e una catena con 61 anelli che rappresentano le vite perdute.